# The Astral Factor
The Astral Factor är Waterclime's första musikalbum, släppt 20 januari 2006.

## Gästmusiker
- Matthias Marklund - Gitarr
- Magnus Lindgren
- Cia Hedmark - Sång
- Benny Hagglund - Gitarr

## Låtlista
1. Mountains
2. Floating
3. The Astral Factor
4. Diamond Moon
5. Painting Without Colours
6. Midnight Flyer
7. Scarytale
8. Timewind